# Warnborough Green
Warnborough Green – wieś w Anglii, w hrabstwie Hampshire, w dystrykcie Hart. Leży 37 km na północny wschód od miasta Winchester i 65 km na południowy zachód od Londynu.